# LG 젠틀
LG 젠틀(LG Gentle)은 LG전자가 2015년 7월 28일에 출시한 폴더형 스마트폰이다. LG U+ 전용이며, 중장년 층을 타겟으로 출시되었다. LG 와인스마트의 후속작이나 전체적인 성능이 현저하게 다운그래이드 된 버전으로서 심한 혹평을 받았다. 카메라 화소, 화질, 화면크기등이 경쟁모델인 삼성 갤럭시 폴더 (LTE, 3G)에 밀려 전작에 비해 큰 판매기록을 달성하지는 못하였다. 2016년 초에는 LG U+와 함께 병사 수신용 공용 휴대폰 (LG-F660L)을 출시하여 전군 병영생활관에 4만 4686대의 젠틀을 보급하기도 하였다. 또한 LG 젠틀 모델은 약 2개월 후 대한민국 SKTelecom과 KT통신사에도 2종류 색상 (베이지, 브라운)으로 변경하고 LG 와인스마트재즈로 이름과 색상만 변경하여 출시하였다.

## 운영 체제 / 소프트웨어

### 안드로이드 5.1 롤리팝
LG 젠틀은 안드로이드 5.1 롤리팝을 탑재하여 출시했다.

## 특수 기능

### Q 버튼
와인스마트나 아이스크림 스마트에 적용되었던 카카오톡 전용키와 비슷하지만 역할이 카카오톡 실행에서 단축키로 바뀌었다. 짧게 누르면 지정된 앱이 나오고 길게 누르면 앱을 다시 지정할 수 있다.

## 색상
- 네이비
- 버건디

## 같이 보기
- LG 와인스마트
- LG 와인 스마트 재즈

## 경쟁 기종
- 삼성 갤럭시 폴더